# Caso National TPS Alliance contra Noem
El Caso National TPS Alliance contra Noem fue un caso judicial presentado ante la Corte Suprema de los Estados Unidos para oponerse a la cancelación por parte de la secretaria del Departamento de Seguridad Nacional de los Estados Unidos, Kristi Noem, de la protección humanitaria a los titulares venezolanos del Estatus de Protección Temporal (TPS). En su sentencia, la Corte Suprema decidió permitirle a la administración Trump finalizar las protecciones legales para 350,000 venezolanos, lo cual suspendía el derecho de los titulares a la residencia y al trabajo, además de permitir posibles deportaciones inmediatas. Ahilan Arulanantham, abogado principal de los migrantes, describió la sentencia como "la mayor acción única despojando a cualquier grupo de no ciudadanos de su estatus migratorio en la historia moderna de [Estados Unidos]".